# Wiktor Golde
Wiktor Golde (ur. 15 października 1921 w Warszawie, zm. 22 listopada 1983 tamże) – polski biocybernetyk, profesor zwyczajny Politechniki Warszawskiej.
W 1939 ukończył III Miejskie Liceum Humanistyczne i złożył egzamin dojrzałości, równolegle do nauki w liceum uczęszczał na lekcje gry na fortepianie. Po wybuchu II wojny światowej razem z matką i bratem wyjechał do Wilna, gdzie kontynuował naukę w konserwatorium muzycznym. Brat Wiktora przedostał się do Warszawy i poległ podczas powstania warszawskiego, tam też zginął ich ojciec Aleksander Golde. W 1945 powrócił do Warszawy i rozpoczął studia na Wydziale Elektrycznym Politechniki Warszawskiej. Przez rok studiował również w łódzkim konserwatorium muzycznym, gdzie w 1946 uzyskał dyplom. Będąc na trzecim roku studiów został młodszym asystentem wykładającego na Wydziale Matematycznym profesora Witolda Pogorzelskiego, w krótkim czasie awansował na asystenta. W październiku 1949 obronił pracę magisterską pt: „Opracowanie i wykonanie wzmacniacza liniowego w układzie Doherty”. Równocześnie został starszym asystentem w Zakładzie Podstaw Telekomunikacji Oddziału Telekomunikacji Wydziału Elektrycznego Politechniki Warszawskiej. W tym samym czasie pracował w Polskim Radio w Sekcji Budowy Działu Elektroakustyki. Od 1951 Wiktor Golde był wykładowcą wielu przedmiotów na Politechnice Warszawskiej, m.in. Układy lampowe, Wzmacniacze małej częstotliwości, Wzmacniacze szerokopasmowe, Specjalne układy telekomunikacyjne i Układy nieliniowe. W późniejszych latach wykładał jako pierwszy w historii uczelni nowatorskie wówczas przedmioty Układy tranzystorowe, Układy impulsowe i Układy elektroniczne. Po rezygnacji z pracy w Polskim Radio na początku 1952 został adiunktem oraz kierownikiem dziekanatu powstałego rok wcześniej Wydziału Łączności. W 1954 przedstawił pracę doktorską pt: „Synteza wzmacniaczy szerokopasmowych wielorezonansowych” pod kierunkiem profesora Adama Smolińskiego. Wiktor Golde miał problem, aby zostać docentem, nie należał do Polskiej Zjednoczonej Partii Robotniczej i sekretarz zakładowy wystawił mu negatywną opinię. Dopiero zdecydowana postawa kadry naukowej zmieniła ten stan rzeczy. W 1956 pod kierunkiem Wiktora Golde rozpoczęto na uczelni czteroletni proces całkowitych zmian w nauczaniu układów elektronicznych spowodowane wynalezieniem tranzystorów. W 1958 wyjechał na trwający rok staż w Imperial College of Science and Technology University of London pod kierunkiem profesora A. R. Boothroyda. Staż ten przyczynił się do przyznania Wiktorowi Golde „Diploma of Membership of the Imperial College”. W 1962 uzyskał tytuł profesora nadzwyczajnego, w tym czasie jego dorobek naukowy obejmował już dwie książki, siedem artykułów naukowych oraz koordynację powstawania siedmiotomowej monografii „Układy tranzystorowe”, której drugi tom był indywidualną pracą Wiktora Golde. Od 1963 przez siedem lat pełnił funkcję kierownika Zakładu Układów Tranzystorowych w Katedrze Układów Elektronicznych. Pomiędzy 1963 na 1979 ukazały się drukiem kolejne jego książki „Wzmacniacze tranzystorowe małej częstotliwości - prądu stałego - szerokopasmowe”, „Układy elektroniczne” (dwa tomy), „Wzmacniacze operacyjne i ich zastosowanie”. W 1970 przestał pełnić funkcję kierownika Zakładu Układów Tranzystorowych. Pięć lat później był twórcą Zakładu Aparatury Biocybernetycznej, a w 1980 uzyskał tytuł profesora zwyczajnego. Profesor Wiktor Golde był promotorem ośmiu doktoratów, czterech habilitacji, recenzował ponad trzydzieści prac doktorskich i habilitacyjnych.
Jego żoną była Hanna Golde z domu Kirst, blisko związana z Markiem Hłasko.